# Ciceu, Harghita
Ciceu (maghiară Csíkcsicsó, în trad. "Ciceu Ciuc"), este satul de reședință al comunei cu același nume din județul Harghita, Transilvania, România. Până în anul 2004 a făcut parte din comuna Siculeni.